# Alice Bailly
Alice Bailly (Ginevra, 25 febbraio 1872 – Losanna, 1º gennaio 1938) è stata una pittrice svizzera nota per la sua interpretazione del cubismo e la sua tecnica di pittura con lana.

## Educazione e carriera iniziale
Bailly era nata a Ginevra dove frequentò diverse classi dedicate alle donne all'École des beaux-arts studiando sotto Hugues Bovy e Denise Sarkiss. Inoltre continuò gli studi a Monaco di Baviera. Dal 1906 si trasferì a Parigi dove fece amicizia con diversi artisti modernisti come Juan Gris, Francis Picabia, Albert Gleizes, Jean Metzinger, Fernand Léger, Sonia Lewitska e Marie Laurencin.

## Fauves e Cubismo
Mentre era a Parigi si interessò al Fauvismo ed espose alcuni dipinti su questo stile al Salon d'Automne insieme ad altri pittori del movimento.

## Pittura con lana
All'inizio della prima guerra mondiale Bailly ritornò in Svizzera e sperimentò il tableaux-laine o "pittura con lana" in cui brevi fili di lana colorata funzionavano come pennelli. Tra il 1913 e il 1922 realizzò circa cinquanta dipinti con questo stile. Si impegnò brevemente anche con il movimento Dada.

## Ultimi anni
Nel 1923 si trasferì a Losanna e rimase qui per il resto della vita. Le fu commissionato di dipingere otto larghi murales per il foyer del Teatro di Losanna nel 1936. Questa attività la portò ad una stanchezza tale che avrebbe contribuito alla tubercolosi, malattia che le procurò la morte nel 1938.
La sua volontà finale fu che i proventi della vendita della sua arte fossero utilizzati per stabilire un fondo fiduciario per aiutare giovani artisti svizzeri.